# Вива, Мария!
«Ви́ва, Мари́я!» (фр. Viva Maria!) — комедийный кинофильм режиссёра Луи Маля, премьера которого состоялась в 1965 году. Главные роли исполнили Брижит Бардо и Жанна Моро. Костюмы — Пьер Карден.

## Сюжет
1907 год, Центральная Америка. Мария (Брижит Бардо), дочь ирландского революционера, становится певицей в бродячем цирке. Во время своего первого выступления вместе с француженкой Марией (Жанна Моро) она случайно устраивает стриптиз и тут же становится звездой представления.
Повстречав революционера Флореса, француженка Мария безумно влюбляется. После смерти любимого она клянется продолжить его дело, а ирландка Мария и другие артисты готовы ей помочь. И вскоре две стриптизёрши Марии становятся знамениты как святые и народные освободительницы…

## В ролях
- Брижит Бардо — Мария
- Жанна Моро — Мария
- Полетт Дюбо — мадам Диоген
- Клаудио Брук — Великий Рудольфо
- Карлос Лопес Моктесума — Родригес
- Полдо Бендандини — Вертер
- Франсиско Рейгуэра[англ.] — аббат
- Грегор фон Реццори — Диоген
- Джонатан Иден — Хуанито Диоген
- Роберто Педре — Пабло
- Хосе Анхель Эспиноса — диктатор Сан-Мигуэля
- Джордж Хэмилтон — Флорес

## Награды
- В 1965 году Луи Маль получил приз «Гран-при французского кино».
- В 1966 году Брижит Бардо получила приз «Хрустальная звезда» за лучшую женскую роль.
- В 1967 году Жанна Моро и Брижит Бардо были номинированы на премию BAFTA как лучшие иностранные актрисы, но приз достался только Жанне Моро.

## Цензура
Дистрибьютор подал фильм на рассмотрение Комиссии по классификации художественных фильмов (ККХФ) в Далласе, штат Техас, с просьбой выдать разрешение на его демонстрацию. Только пятеро членов ККХФ посмотрели фильм, но восемь проголосовали за то, чтобы признать его «неподходящим для молодежи», а девятый воздержался <…> На слушании судья выдал письменный запрет и сделал заключение, что в картине есть «два или три момента, которые кажутся не подходящими для молодежи».— Дон Б. Соува